# 新庄盆地

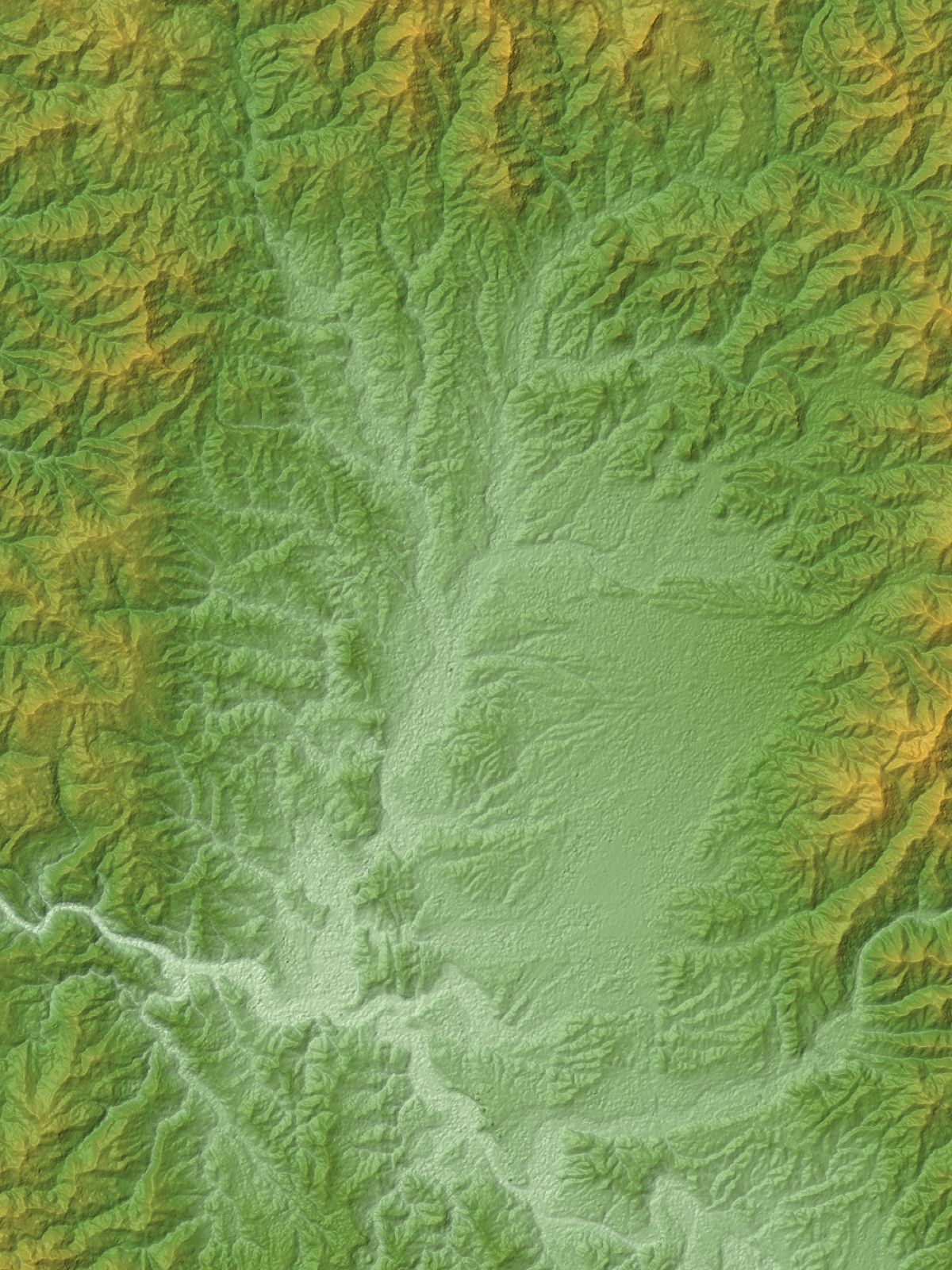
新庄盆地の地形図

新庄盆地（しんじょうぼんち）は、山形県北東部に位置する盆地。広義の新庄盆地は猿羽面群の丘陵によって、新庄市を中心とする狭義の新庄盆地と、その北にある金山盆地や鮭川河谷などに区分される。

## 概要

### 地理
東北地方の奥羽山脈と出羽山地に挟まれた位置にある内陸盆地で、盆地南部には最上川が流れ、中央部から北部には支流の鮭川が流れている。
奥羽山脈と出羽山地の間には内陸盆地群（盆地列）が並ぶが、新庄地域には新庄盆地と向町盆地があり、二つの盆地は神室山地と翁峠山地によって東西に二分されている。さらに広義の新庄盆地は猿羽面群の丘陵によって、狭義の新庄盆地と、その北にある金山盆地などに区分される。具体的には盆地主部、小国川下流河谷、最上川本流河谷、鮭川下流河谷、金山小盆地などに区分される。
最上川は新庄盆地で支流を集めながら西の庄内平野に進んでおり、新庄盆地は最上川とその支流によって段丘地形が発達している。

### 気候
山形県の気候は庄内型と内陸型に二分でき、後者は内陸盆地ごとにさらに区分することができる。新庄盆地にある新庄市と山形盆地にある山形市を比べると、降水日数は新庄市のほうが約1.5倍となっており、日照時間は約75パーセント短い。
国内有数の豪雪地帯で10月から3月にかけての降水量は極めて高い。これは河川が西流して日本海に注ぐ地形となっているためで、特に西高東低の気圧配置では日本海上で発達した雪雲（積雲や積乱雲）が北西風や西風によって海岸平野に降雪をもたらし、さらに川に沿って低地や峡谷を抜けて流域の盆地に降雪をもたらす。また、7月から11月にかけての霧日数も多い。

## 歴史
- 鮮新世（500万年前～160万年前）：盆地一帯は日本海から深く入り込んだ内湾であった。真室川町では、その時期のものと思われる鯨の化石が発見されている。
- 縄文中期（4500年前～4000年前）：盆地一帯にはすでに人が住んでいたと思われる。舟形町で、この時期のものと思われる高さ45cmで日本最大の土偶（縄文の女神）が発見されている。
- 元和8年（1622年）：盆地内に新庄藩が立藩する。独自の文化や言葉（新庄弁）が育まれた。
- 明治4年（1871年）：廃藩置県により新庄藩は廃藩となって新庄県となる。同年、新庄県は山形県に編入される。
- 昭和2年（1927年）：原野・馬産地であった新庄市北部の塩野原が国策により大規模に開拓される(昭和開拓)。

## 産業
- 農業：台地や段地を中心に平坦地が広がっており、多くは田として稲作が行われたり、大規模な採草放牧地として利用されている[2]。一方で野菜や果樹などの畑作への利用は比較的低い[2]。特筆すべきものとして、鮭川村のきのこ栽培（県内一の生産量を誇る）や主に真室川町の山菜（特に促成栽培のたらの芽は日本一の産地である）、大蔵村の桃太郎トマトが挙げられる。花卉栽培も行われており新庄市や鮭川村ではバラやトルコギキョウが盛んに栽培されている。
- 林業：国有林の比率が高く、人工林率も比較的高い[2]。金山町は樹齢250年を超すスギの美林が点在する金山杉の産地として有名である。
- 漁業：アユやサクラマス等の釣り場として知られている。特に舟形町はアユの町として知られている。鮭川村には、サケの孵化場が設置されている。
- 観光業：全市町村に温泉が沸き、特に大蔵村の肘折温泉、鮭川村の羽根沢温泉などは有名である。また一帯は日本一の巨木が16あまりもある巨木王国として知られ、巨木を見に訪れる観光客も増えている。毎年8月24日から26日までの3日間に渡り東北最大級の山車祭り、新庄祭が開かれる。

## 交通

### 鉄道
- 山形新幹線：山形駅、福島駅を経由し東京駅まで直通している。
- 奥羽本線：山形新幹線の開通により、新庄駅を境に体系は南北に分断されている。
  - 山形線：新庄駅以南、米沢駅までの区間。
  - 奥羽南線：新庄駅以北、秋田駅までの区間を結ぶが、大曲駅から秋田駅にかけては秋田新幹線と路線を共有する。
- 陸羽東線：新庄駅と宮城県の小牛田駅を結ぶ。
- 陸羽西線：新庄駅と酒田駅を結ぶが、実質区間は余目駅までである。

### 道路
国道13号が南北に縦断し、国道47号が東西に横断している。なお、将来、東北中央自動車道に組み込まれる予定の尾花沢新庄道路、主寝坂道路が開通している（いずれも無料供用中）。
なお盆地内から他地域に出る際は必ず峠や峡谷と言った難所を経由するが、それぞれトンネル等が整備されている。
- 北部：秋田県に抜ける際は、雄勝峠と主寝坂峠を越える。（雄勝トンネル、新主寝坂トンネル）
- 南部：村山地方に抜ける際は、猿羽根峠を越える。（舟形トンネル、猿羽根トンネル）
- 東部：最上町（宮城県方面）へ抜ける際は、最上小国川の峡谷を通る。
- 西部：庄内地方に抜ける際は、最上川の最上峡を通る。また真室川町から酒田市へ抜ける際も青沢峠を越える。

## 新庄盆地断層帯
新庄盆地の東縁の新庄市から最上郡舟形町にかけて南北方向ないし北北東－南南西方向に延びる活断層帯。長さ約11～23km。新庄盆地断層帯については、過去の活動に関する資料が乏しく、具体的な活動履歴や最新活動後の経過率は不明とされており、最新活動時期や活動間隔、活動区間などを明らかにする必要があるとされている。